# Otto Aicher (Benediktiner)
Otto Aicher (* 1628 in Neumarkt-Sankt Veit; † 18. Januar 1705 in Salzburg) war ein deutscher Benediktiner, Hochschullehrer und Dramatiker.

## Leben und Wirken
Otto Aicher besuchte seit 1641 das Benediktiner-Gymnasium in Salzburg trat 1648 in das Benediktinerkloster St. Veit in Neumarkt ein und wurde dort zum Archivar dieses Klosters. 1653 empfing er die Priesterweihe. Von 1657 bis zu seinem Lebensende lehrte er in Salzburg, zunächst als Professor am dortigen Akademischen Gymnasium, vor allem Grammatik, Dichtkunst und Rhetorik. Von 1664 bis 1676 war er Schulleiter. Einer seiner Schüler dort war Johann Ulrich Megerle (später: Abraham a Sancta Clara). Seit 1675 lehrte er an der Philosophischen Fakultät der Universität Salzburg Moral und Geschichte. Außerdem leitete er die Universitätsbibliothek Salzburg. Neben Lehrwerken verfasste Aicher (unter dem Pseudonym Richea Dodo) auch eine Reihe von dramatischen Werken, die z. T. in Salzburg im Akademietheater aufgeführt wurde.

## Schriften
- Theatrum funebre, exhibens per varias scenas epitaphia nova, antiqua .... Mayr, Salzburg 1673.
- Iter poeticum, quo intra 7 dierum spatium tota ferè ars poetica absolvitur. Haan, Salzburg 1674.
- Iter oratorium, quo intra septem dies tota ars rhetorica absolvitur. Mayr, Salzburg 1675.
- Brevis Institutio De Comitiis Veterum Romanorum. Mayr, Salzburg 1678.
- Florilegium insigniorum sententiarum. Endter, Nürnberg 1690.
- Historia Quartae Monarchiae Sacra et Profana. Schlegel, St. Gallen 1691.
- Infantia et adolescentia Romae sive ortus et progressus Romani imperii. Salzburg 1693.
- Florilegium sententiarum oratoriarum, ethicarum ac politicarum. Froberg, Nürnberg 1695.
- Zodiacus vitae, sive iter ethicum, continens symbola moralia de Hominis Vita, studio, ac Moribus optimè instituendis ex libris ethicorum Aristotelis deducta. Salzburg 1697.
- Juventus et maturitas Romae, sive Imperii Romani incrementum  et potentia. Endter, Nürnberg 1700.
- Epitome chronologica historiae universalis sacrae & profanae. Ab orbe condito usque ad currentem annum 1702 ; in tres tomos divisa. Gryphius, Köln 1706.